# Бедарёва, Мария Андреевна
Мария Андреевна Бедарёва (род. 3 марта 1992 года, Петропавловск-Камчатский, Россия) — российская горнолыжница, участница Олимпийских игр в Сочи, чемпионка России. Мастер спорта России. Универсал, выступает во всех дисциплинах горнолыжного спорта.

## Карьера
В Кубке мира Бедарёва дебютировала 28 января 2012 года, выше 46-го места в соревнованиях в рамках Кубка мира не поднималась, и очков в зачёт Кубка не зарабатывала. Лучшим достижением Бедарёвой в общем зачёте Кубка Европы является 85-е место в сезоне 2013-14.
На Олимпийских играх 2014 года в Сочи стала 30-й в скоростном спуске, кроме того стартовала в супергиганте и гигантском слаломе, но в обоих случаях не смогла финишировать.
За свою карьеру принимала участие в одном чемпионате мира, на чемпионате мира 2013 года заняла 28-е место в комбинации, 32-е место в скоростном спуске и 29-е место в супергиганте.
Использует лыжи и ботинки производства фирмы Head.